# Francisco Hidalgo de Cisneros y Manso de Zúñiga
Francisco Hidalgo de Cisneros y Manso de Zúñiga (Vitoria, 16 de julio de 1885 – Vitoria, 3 de octubre de 1964) fue un militar español

## Biografía
En 1903 ingresó en la Academia de Infantería de Toledo donde obtuvo con el grado de teniente en 1906. Participó en las primeros años de la guerra de Marruecos, concretamente en las campañas de Melilla de 1909 y 1910 y en la campaña del Kert de 1912.
Retirado al acogerse a la Ley de Azaña, al iniciarse la Guerra Civil fue detenido y encarcelado por los republicanos en San Sebastián. Trasladado a Vizcaya sufrió cautiverio en los barcos-prisión y en la conocida como la cárcel del Carmelo en Santuchu (Bilbao), siendo liberado al entrar las tropas rebeldes en la provincia en junio de 1937.
Como coronel jefe de la Infantería Divisionaria, se incorporó a la IV División de Navarra, a las órdenes de Camilo Alonso Vega. Fue herido varias veces y con ocasión de la batalla del Ebro recibió la Medalla Militar Individual.
En 1942 ascendió a general de Brigada, pasando como primer director de la Academia General Militar de Zaragoza en su tercera etapa. En 1946 fue ascendido a general de División y nombrado jefe de la 72 División y gobernador militar de Asturias, puesto que ocupó hasta el 17 de julio de 1951 cuando fue ascendido a teniente general, en cuya categoría pasó a la reserva.